# 70e Golden Globe Awards
De 70e Golden Globe Awards, waarbij prijzen werden uitgereikt in verschillende categorieën voor de beste films en televisieprogramma's van 2012, vond plaats op 13 januari 2013 in het Beverly Hilton Hotel in Beverly Hills, Californië. De ceremonie werd gepresenteerd door Tina Fey en Amy Poehler.

## Winnaars en genomineerden, film

#### Beste dramafilm
- Argo
  - Django Unchained
  - Life of Pi
  - Lincoln
  - Zero Dark Thirty

#### Beste komische of muzikale film
- Les Misérables
  - The Best Exotic Marigold Hotel
  - Moonrise Kingdom
  - Salmon Fishing in the Yemen
  - Silver Linings Playbook

#### Beste regisseur
- Ben Affleck – Argo
  - Kathryn Bigelow – Zero Dark Thirty
  - Ang Lee – Life of Pi
  - Steven Spielberg – Lincoln
  - Quentin Tarantino – Django Unchained

#### Beste acteur in een dramafilm
- Daniel Day-Lewis – Lincoln als Abraham Lincoln
  - Richard Gere – Arbitrage als Robert Miller
  - John Hawkes – The Sessions als Mark O'Brien
  - Joaquin Phoenix – The Master als Freddie Quell
  - Denzel Washington – Flight als William "Whip" Whitaker

#### Beste actrice in een dramafilm
- Jessica Chastain – Zero Dark Thirty als Maya
  - Marion Cotillard – Rust and Bone als Stéphanie
  - Helen Mirren – Hitchcock als Alma Reville
  - Naomi Watts – The Impossible als Maria Bennett
  - Rachel Weisz – The Deep Blue Sea als Hester Collyer

#### Beste acteur in een komische of muzikale film
- Hugh Jackman – Les Misérables als Jean Valjean
  - Jack Black – Bernie als Bernie Tiede
  - Bradley Cooper – Silver Linings Playbook als Pat Solitano
  - Ewan McGregor – Salmon Fishing in the Yemen als Alfred "Fred" Jones
  - Bill Murray – Hyde Park on Hudson als Franklin D. Roosevelt

#### Beste actrice in een komische of muzikale film
- Jennifer Lawrence – Silver Linings Playbook als Tiffany Maxwell
  - Emily Blunt – Salmon Fishing in the Yemen als Harriet Chetwode-Talbot
  - Judi Dench – The Best Exotic Marigold Hotel als Evelyn Greenslade
  - Maggie Smith – Quartet als Jean Horton
  - Meryl Streep – Hope Springs als Kay Soames

#### Beste mannelijke bijrol
- Christoph Waltz – Django Unchained als Dr. King Schultz
  - Alan Arkin – Argo als Lester Siegel
  - Leonardo DiCaprio – Django Unchained als Calvin J. Candie
  - Philip Seymour Hoffman – The Master als Lancaster Dodd
  - Tommy Lee Jones – Lincoln als Thaddeus Stevens

#### Beste vrouwelijke bijrol
- Anne Hathaway – Les Misérables als Fantine
  - Amy Adams – The Master als Peggy Dodd
  - Sally Field – Lincoln als Mary Todd Lincoln
  - Helen Hunt – The Sessions als Cheryl Cohen Greene
  - Nicole Kidman – The Paperboy als Charlotte Bless

#### Beste script
- Quentin Tarantino – Django Unchained
  - Chris Terrio – Argo
  - Tony Kushner – Lincoln
  - David O. Russell – Silver Linings Playbook
  - Mark Boal – Zero Dark Thirty

#### Beste filmmuziek
- Mychael Danna – Life of Pi
  - Dario Marianelli – Anna Karenina
  - Alexandre Desplat – Argo
  - John Williams – Lincoln
  - Tom Tykwer, Johnny Klimek, Reinhold Heil – Cloud Atlas

#### Beste filmsong
- "Skyfall" (Adele en Paul Epworth) – Skyfall
  - "For You" (Keith Urban en Michael McDevitt) – Act of Valor
  - "Not Running Anymore" (Jon Bon Jovi) – Stand Up Guys
  - "Safe & Sound" (Taylor Swift, Joy Williams, John Paul White, T-Bone Burnett) – The Hunger Games
  - "Suddenly" (Claude-Michel Schönberg, Alain Boublil, Herbert Kretzmer)– Les Misérables

#### Beste buitenlandse film
- Amour
  - En kongelig affære
  - Intouchables
  - De rouille et d'os
  - Kon-Tiki

#### Beste animatiefilm
- Brave
  - Frankenweenie
  - Hotel Transylvania
  - Rise of the Guardians
  - Wreck-It Ralph

## Winnaars en genomineerden, televisie

#### Beste dramaserie
- Homeland
  - Breaking Bad
  - Boardwalk Empire
  - Downton Abbey
  - The Newsroom

#### Beste komische of muzikale serie
- Girls
  - The Big Bang Theory
  - Episodes
  - Modern Family
  - Smash

#### Beste miniserie of televisiefilm
- Game Change
  - The Girl
  - The Hour
  - Hatfields & McCoys
  - Political Animals

#### Beste acteur in een dramaserie
- Damian Lewis – Homeland als Nicholas Brody
  - Steve Buscemi – Boardwalk Empire als Nucky Thompson
  - Bryan Cranston – Breaking Bad als Walter White
  - Jeff Daniels – The Newsroom als Will McAvoy
  - Jon Hamm – Mad Men als Don Draper

#### Beste actrice in een dramaserie
- Claire Danes –  Homeland als Carrie Mathison
  - Connie Britton – Nashville als Rayna Jaymes
  - Glenn Close – Damages als Patty Hewes
  - Michelle Dockery – Downton Abbey als Lady Mary Josephine Crawley
  - Julianna Margulies – The Good Wife als Alicia Florrick

#### Beste acteur in een komische of muzikale serie
- Don Cheadle – House of Lies als Marty Kaan
  - Alec Baldwin – 30 Rock als Jack Donaghy
  - Louis C.K. – Louie als Louie
  - Matt LeBlanc – Episodes als Matt LeBlanc
  - Jim Parsons – The Big Bang Theory als Sheldon Cooper

#### Beste actrice in een komische of muzikale serie
- Lena Dunham – Girls als Hannah Horvath
  - Zooey Deschanel – New Girl als Jessica "Jess" Day
  - Tina Fey – 30 Rock als Liz Lemon
  - Julia Louis-Dreyfus – Veep als Vice President Selina Meyer
  - Amy Poehler – Parks and Recreation als Leslie Knope

#### Beste acteur in een miniserie of televisiefilm
- Kevin Costner – Hatfields & McCoys als Devil Anse Hatfield
  - Benedict Cumberbatch – Sherlock als Sherlock Holmes
  - Woody Harrelson – Game Change als Steve Schmidt
  - Toby Jones – The Girl als Alfred Hitchcock
  - Clive Owen – Hemingway & Gellhorn als Ernest Hemingway

#### Beste actrice in een miniserie of televisiefilm
- Julianne Moore – Game Change als Sarah Palin
  - Nicole Kidman – Hemingway & Gellhorn als Martha Gellhorn
  - Jessica Lange – American Horror Story: Asylum als Sister Jude/Judy Martin
  - Sienna Miller – The Girl als Tippi Hedren
  - Sigourney Weaver – Political Animals as Elaine Barrish

#### Beste mannelijke bijrol in een televisieserie, miniserie of televisiefilm
- Ed Harris – Game Change als John McCain
  - Max Greenfield – New Girl als Schmidt
  - Danny Huston – Magic City als Ben "The Butcher" Diamond
  - Mandy Patinkin – Homeland als Saul Berenson
  - Eric Stonestreet – Modern Family als Cameron Tucker

#### Beste vrouwelijke bijrol in een televisieserie, miniserie of televisiefilm
- Maggie Smith – Downton Abbey als Violet, Dowager Countess of Grantham
  - Hayden Panettiere – Nashville als Juliette Barnes
  - Archie Panjabi – The Good Wife als Kalinda Sharma
  - Sarah Paulson – Game Change als Nicolle Wallace
  - Sofía Vergara – Modern Family als Gloria Delgado-Pritchett